# Scarecrows
Scarecrows es una película de terror estadounidense de 1988 escrita, producida y dirigida por William Wesley. Su trama sigue a un grupo de mercenarios que secuestran un avión en California, y tras realizar un aterrizaje de emergencia en un campo de maíz, se encuentran acechados por espantapájaros asesinos poseídos por espíritus.
Scarecrows, financiada de forma independiente, se filmó en 1985 en Davie, Florida, y se estrenó directamente a vídeo varios años después, después de que su distribuidora, Manson International Pictures, entrara en bancarrota.

## Reparto
- Ted Vernon como Corbin
- Michael David Simms como Curry
- Richard Vidan como Jack
- Kristina Sanborn como Roxanne
- Victoria Christian como Kellie
- David James Campbell como Al
- B. J. Turner como Bert
- Tony Santory como Jakob Fowler
- Phil Zenderland como Norman Fowler
- Mike Balog como Benjamin Fowler
- Don Herbert como Locutor de radio (voz)

## Producción

### Guion
William Wesley y Richard Jefferies coescribieron el guion de la película, cada uno escribió borradores y luego se los pasaron entre sí, haciendo ediciones y modificaciones. La película marcó el primer largometraje de Wesley, así como de la productora Cami Winikoff. Wesley ideó la historia de tres granjeros que han muerto y ahora actúan como centinelas del campo y la granja.

### Casting
Según Wesley, intentó contratar actores locales para la película, pero no tuvo éxito; La mayor parte del proceso de casting se completó en Los Ángeles. Ted Vernon era el único artista local en Florida, y se le asignó su papel a cambio de haber financiado 150.000 dólaresdel presupuesto. Wesley declaró en una entrevista de 2015 que Vernon no estaba contento con su falta de líneas, que Wesley había ordenado ya que Vernon era un actor sin experiencia, y que esto causó fricciones entre ellos.

### Rodaje
El rodaje se llevó a cabo durante un período de 24 días en Davie, Florida en 1984. Aunque la mayor parte de la fotografía principal tuvo lugar en Florida, las escenas exteriores que mostraban el aterrizaje y el despegue del avión se filmaron en México seis semanas después de que terminara el rodaje.La masía donde se desarrolla la mayor parte de la acción era una auténtica masía abandonada al borde de un pantano; Winikoff declaró que la casa resultó un desafío para el equipo de producción, ya que se estaba desmoronando. La casa se alquiló por tres meses a razón de 250 dólares al mes, y el primer mes y medio se dedicó a la preproducción.
Durante todo el rodaje, el elenco y el equipo estuvieron plagados de mosquitos. Durante el rodaje, la producción se quedó sin fondos y hubo que conseguir más financiación para terminar la película.
La cinematografía estuvo a cargo de Peter Deming, quien luego trabajaría en Hellraiser y Evil Dead 2. Se asignó un total de 5.000 dólares para los efectos especiales de la película.

### Posproducción
Wesley y el productor Winikoff tenían previsto volar de Miami a Los Ángeles para editar la película, y tenían billetes para el vuelo 191 de Delta Air Lines, el 2 de agosto de 1985; sin embargo, sin darse cuenta se dirigieron al aeropuerto equivocado, por lo que perdieron el vuelo, que entró en una microrráfaga en Dallas y se estrelló, matando a 136 pasajeros.

## Estreno
Una vez terminada la película, se vendió a Manson International Pictures. Sin embargo, siete meses después de las transacciones, la compañía quebró, retrasando la posibilidad de estreno en cines. Según la productora Cami Winikoff, la película tuvo éxito en el mercado de vídeos domésticos y recaudó alrededor de 3 millones de dólares.